# Милан Антонов
Милан Антонов е български учител.

## Биография
Милан Антонов е роден на 12 септември 1882 година в Щип, тогава в Османската империя, днес в Северна Македония. В 1908 година завършва естествена история в Софийския университет. От 1911 година е учител в Първа софийска девическа гимназия, а от 1921 до 1923 година е директор на гимназията. Събира македонски песни.
Активист е на Щипското благотворително братство. Участва като негов делегат в обединителния конгрес на Македонската федеративна организация и Съюза на македонските емигрантски организации от януари 1923 година.